# Fontaine des Quatre-Dauphins
A fontaine des Quatre-Dauphins (fonten dé katr dofen), vagyis a Négy Delfin szökőkút a franciaországi Aix-en-Provence egyik legismertebb díszkútja. Az azonos nevű kis téren, a város Mazarin nevű  negyedében épült 1667-ben, Jean-Claude Rambot szobrász munkája. 1905-ben kapott műemléki védettséget.

## Leírása
Az építmény a városközpont tengelyét képező cours Mirabeau (’kursz Mirabo’) úttól kissé délre található. Itt van a Mazarin-negyed, melynek két szűk utcája: a rue Cardinale és a rue du 4 Septembre kereszteződésében épült a kút, a róla elnevezett kisebb tér (place des Quatre-Dauphins) közepén.
A szökőkút közepéből obeliszk emelkedik ki, alját a talapzaton ún. calissane-i kőből faragott négy fehér delfinszobor támasztja. Szájukból csobog a víz a kör alakú medencébe, melyet a közeli Sainte Baume-masszívumból származó kőből faragtak. Az 1667-ben készült szökőkút díszítése Jean-Claude Rambot szobrász munkája. Az obeliszket felül fenyőtobozt ábrázoló faragvány zárja le.
A Mazarin-negyed az olasz reneszánsz által ihletett 17. és 18. századi épületeiről nevezetes, számos palotája műemlék. A négyzet alakú tér hangulatát a barokk díszkút, a környező hôtelek szép homlokzatai és a sarkokon árnyékot adó gesztenyefák adják. A szökőkúttól az egyik utca végén álló Saint-Jean-de-Malte templomig ellátni.

## Története

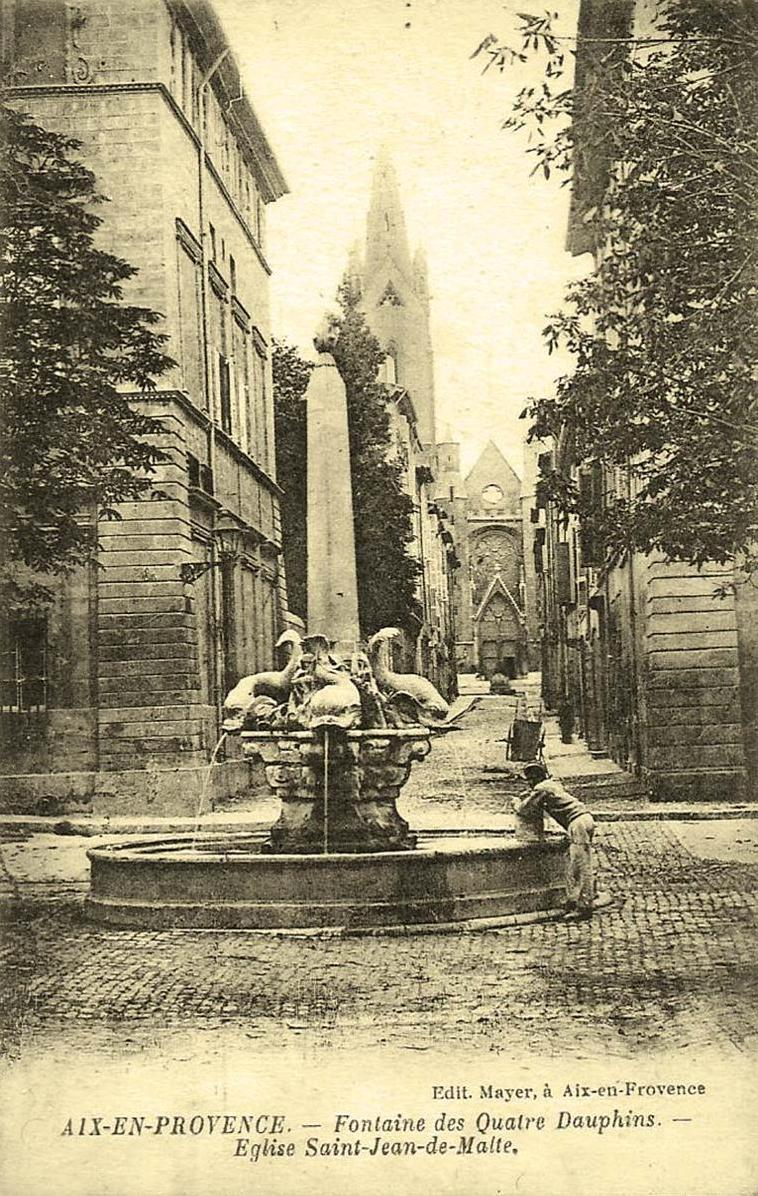
A kút 1900–között

A Mazarin-negyed nevét a város érsekéről, Michel Mazarinről kapta. Michel Mazarin (1605–1648) Jules Mazarin bíborosnak, XIV. Lajos francia király főminiszterének testvére, 1645-től haláláig Aix-en-Provence érseke volt. Ő kezdeményezte a városrész építését, mely a 17. század második felétől Aix-en-Provence vagyonos polgárainak és a helyi parlament képviselőinek előkelő lakónegyede  lett.
Eredetileg a teret is róla nevezték el, és egy Saint-Michel szobor került volna a közepére. Mazarin azonban csakhamar meghalt, és a városrész nemesurai kérésére döntöttek a szökőkút megépítéséről. Ez volt az első olyan szökőkút Aix-en-Provence-ban, amelyet egy köztér közepén építettek. Korábban a kutakat közvetlenül a falhoz építették, mivel csak mindennapi használatra készültek. 
A kőművesmesterek 1666 októberében láttak munkához, a díszítést Jean-Claude Rambot szobrász végezte. Az elkészült szökőkutat azonban a térhez képest túl nagynak találták, eltakarta a kilátást a katedrális felé, ezért hamarosan lebontották, és a következő évben újat építettek helyette. Kezdetben az obeliszk tetejét aranyozott liliomszobor díszítette, melyet később máltai keresztre, majd végül fenyőtobozra cseréltek. Ez már a második világháború után készült, Raymond Servian (1903–1953) szobrászművész alkotása. 
A szökőkutat 1905-ben nyilvánították műemlékké. 2015-ben az egész építményt felújították: a három hónapig tartó munka során a delfinszobrokat (mikrocsiszolással) és az obeliszket is restaurálták, a vízhálózat és a vizes medence is megújult. Ezt követően is több rongálás történt, végül a téren a vandálkodás akadályozására 2018-ban térfigyelő kamerákat helyeztek el.